# Светотень (группа)
Светотень — рок-группа из Уфы, образованная в 2003 году. Отличается необычным тембром вокала и жёсткими гитарными риффами.

## История
Группа образована осенью 2003 года четверыми музыкантами: Jay, Strike, Leafs, Grin. До этого Grin и Strike играли в одной из уфимских рэпкор-команд. Если Grin довольно спокойно присоединился к Светотени, то Strike’а с трудом переманили в Светотень, так как ему сначала не совсем нравилась идея «рока с женским вокалом». В том же году была сделана первая студийная запись в истории группы: «Апрельский Снег». После этого группа начинает регулярно выступать на различных фестивалях Уфы, Самары, Чебоксар, Москвы и Санкт-Петербурга. А начиная с 2008 года, группа регулярно принимает участие в международном фестивале экстремальной музыки Total Armageddon (Украина).
В 2009 году группа заключила контракт с известным лейблом Navigator Records и начала запись дебютного альбома. Изначально альбом хотели назвать просто «Светотень», однако позже изменили название на «ВверхВниз». В альбом вошло 14 песен. Все песни написаны совместно участниками группы.
Запись альбома оказалась не такой простой. Как выразились музыканты:
Записали альбом очень не с первого раза. Собирались раз пять, и каждый раз что-нибудь случалось: то студии закрывались, то ещё что-нибудь. Несколько студий мы закрыли таким образом.
Альбом записывали с августа 2009 года по февраль 2010 года. 25 января альбом был официально выпущен. В этот же день прошла презентация альбома в Москве, в клубе «16 Тонн». Этот клуб примечателен тем, что в нём же прошла когда-то презентация первого альбома Земфиры, землячки Светотени.
12 февраля группа сделала подарок фанатам — выложила альбом в интернет.
В конце марта 2011 года группа выпустила клип на песню «Из-подо льда». Режиссёром клипа стал Вадим Шатров.
4 ноября 2017 года группа взяла отпуск на неопределённый срок.

## Интересные факты
Изначально группа охарактеризовавала свой стиль как «альтернативнонеороковыйэмопостпопграндж».